# Dino Verzini

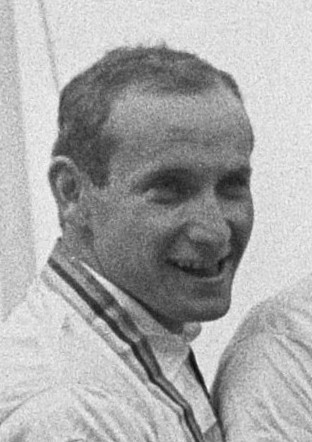
Dino Verzini, 1967

Dino Verzini (* 26. November 1943 in Zevio, Venetien) ist ein ehemaliger italienischer Radrennfahrer und Weltmeister im Radsport.

## Sportliche Laufbahn
Verzini war Bahnradsportler und wurde 1967 Weltmeister im Tandemrennen mit Bruno Gonzato als Partner. Er war Teilnehmer der Olympischen Sommerspiele 1968 in Mexiko-Stadt. Dort startete er im Sprint und wurde auf dem 5. Rang klassiert. Auch bei den Olympischen Sommerspielen 1972 in München war er im Bahnradsport dabei. Er wurde mit Giorgio Rossi im Tandemrennen 9. des Wettbewerbes.
1966 und 1968 gewann er den nationalen Titel im Sprint der Amateure. 1967 gewann er den Titel im Tandemrennen mit Luigi Ceradini als Partner. 1972 wurde er Meister mit Ezio Cardi. 1967 wurde er Sieger im Grand Prix Mailand. Danach gewann er noch mehrfach Medaillen bei den nationalen Bahnmeisterschaften. 1977 fuhr er eine Saison als Berufsfahrer, jedoch ohne größere Erfolge.

## Berufliches
Verzini gründete das Unternehmen Nuova Tandem, einen Betrieb der Metallbranche.